# Elba
 Ovo je glavno značenje pojma Elba. Za rijeku koja teče kroz Njemačku i Češku pogledajte Laba.
Elba (lat. Ilva) talijanski je otok u Toskani, a nalazi se 20 km od obale.  To je najveći otok u Toskanskom otočju i treći po veličini talijanski otok nakon Sicilije i Sardinije. Zajedno s ostalim otocima u tom otočju dio je NP Toskansko otočje. Oko 50 km zapadno od otoka nalazi se francuski otok Korzika.

## Povijest
Otok je prvobitno bio naseljen Ligurima i u prošlosti je bio jako poznat po željeznoj rudi i rudnicima. Grci su otok zvali Aethalia (plamen) zbog topionica za obradu metala.
Otok su poslije preuzeli Etruščani, a zatim (poslije 480. pr. Kr.) Rimljani. Poslije raspada Rimskog Carstva, otok su napadali barbari i Saraceni. Početkom je 11. stoljeća otok postao dio Republike Pise. Kada je 1398. godine otok prodan viscontijskom Milanu, stekli su ga Appiani, gospodari Piombina čiji je posjed bio iduća dva stoljeća. Godine 1546. dio otoka predan je Cosimu I. Mediciju koji je utvrdio Portoferraio i nazvao ga Cosmopolis, a 1577. ostatak je otoka vraćen Appianijima. Godine 1603. španjolski je kralj Filip II. zauzeo Porto Azzurro i tu dao izgraditi dvije tvrđave. Godine je 1802. otok postao francuski posjed što je izazvalo gospodarski procvat.
Nakon sporazuma u Fontainebleau, francuski je car Napoleon prognan na Elbu nakon prisilne abdikacije 1814., a u Portoferraio je stigao 3. svibnja 1814. Bilo mu je dopušteno zadržati osobnu stražu od 400 vojnika. Iako je službeno bio vladar Elbe, otok su nadzirale britanske mornaričke ophodnje.
Za vrijeme boravka na otoku, Napoleon je proveo nekoliko gospodarskih i društvenih reformi kako bi poboljšao kvalitetu života otočana. Na otoku jer ostao 300 dana, a onda je pobjegao i vratio se u Francusku 26. veljače te je počela vladavina sto dana. Nakon poraza kod Waterlooa Napoleon je opet prognan, ali ovaj put na Svetu Helenu.
Bečkim kongresom otok je dan Velikom vojvodstvu Toskane, a 1860. godine postao je dio ujedinjene Kraljevine Italije.
Francuske snage iskrcale su se na otoku 17. lipnja 1944. oslobađajući otok od Nijemaca. Danas je otok poznat po vinu i turizmu.

## Zemljopis
Površina je otoka 223 km², a dužina je obale oko 147 km. Otok je dugačak 29 km, a širok 18,5 km. Najviša je točka Monte Capanne (1018 m). Najveće je naselje na otoku Portoferraio.
Sastoji se od osam općina koje su dio toskanske pokrajine Livorno. Općine su: Portoferraio, Campo nell'Elba, Capoliveri, Marciana, Marciana Marina, Porto Azzurro, Rio Marina i Rio nell'Elba. Na otoku živi oko 32 000 ljudi.

### Klima
Mediteranska klima vlada svugdje na otoku, osim na Monte Capanne gdje su zime umjereno hladne. Padaline su najčešće u jeseni.
Sljedeća tablica prikazuje vrijednosti zabilježene u Portoferraiju.
| Mj.                          | Sij | Velj | Ožu | Tra | Svi | Lip | Srp | Kol | Ruj | Lis | Stu | Pro | God  |
| ---------------------------- | --- | ---- | --- | --- | --- | --- | --- | --- | --- | --- | --- | --- | ---- |
| Prosječna najviša temp. (°C) | 12  | 13   | 14  | 16  | 21  | 24  | 27  | 27  | 25  | 20  | 15  | 13  | 18,9 |
| Prosječna najniža temp. (°C) | 8   | 9    | 10  | 12  | 16  | 19  | 22  | 21  | 19  | 15  | 10  | 8   | 14,1 |
| Padaline (mm)                | 61  | 53   | 51  | 47  | 28  | 24  | 13  | 30  | 51  | 82  | 86  | 69  | 595  |

## Vanjske poveznice
- Otok Elba - Informacije o otoku Elbi.
- Elba Geology  Arhivirana inačica izvorne stranice od 27. rujna 2007. (Wayback Machine) stranica o geologiji Elbe.
- Otok Elba na Google Maps
- Povijest otoka Elbe  Arhivirana inačica izvorne stranice od 9. srpnja 2010. (Wayback Machine)